# Ewa Carlander
Ewa Carlander (* 23. April 1948) ist eine schwedische Badmintonspielerin.

## Karriere
Ewa Carlander wurde 1975 schwedische Meisterin im Damendoppel gemeinsam mit Anette Börjesson. Bei den Norwegian International 1973 wurde sie Dritte im Doppel. Weitere Erfolge errang sie in ihrer späteren Karriere bei Senioren-Welt- und -Europameisterschaften.

## Sportliche Erfolge
| Saison    | Veranstaltung                     | Disziplin   | Platz | Name                                                       |
| --------- | --------------------------------- | ----------- | ----- | ---------------------------------------------------------- |
| 1974/1975 | Schweden: Einzelmeisterschaft     | Damendoppel | 1     | Anette Börjesson / Ewa Carlander (GBK)                     |
| 1990/1991 | Schweden: Einzelmeisterschaft O35 | Damendoppel | 1     | Gunnel Bengtsson / Ewa Carlander (Sugiyama / Göteborgs BK) |
| 1990/1991 | Schweden: Einzelmeisterschaft O35 | Mixed       | 1     | Gert Perneklo / Ewa Carlander (Malmö BK / Göteborgs BK)    |
| 1992/1993 | Schweden: Einzelmeisterschaft O35 | Damendoppel | 1     | Gunnel Bengtsson / Ewa Carlander (Sugiyama / Göteborgs BK) |
| 1994/1995 | Schweden: Einzelmeisterschaft O35 | Damendoppel | 1     | Gunnel Bengtsson / Ewa Carlander (Ullevi / Askim)          |
| 2000/2001 | Schweden: Einzelmeisterschaft O45 | Mixed       | 1     | Lars Winnberg / Ewa Carlander (Ullevi BMK)                 |
| 2001      | Senioren-Europameisterschaft 45+  | Damendoppel | 3     | Gunnel Bengtsson / Ewa Carlander                           |
| 2002      | Senioren-Europameisterschaft 45+  | Damendoppel | 3     | Gunel Bengtsson / Ewa Carlander                            |
| 2002/2003 | Schweden: Einzelmeisterschaft O50 | Mixed       | 1     | Lars Winnberg / Eva Carlander (Ullevi)                     |
| 2004      | Senioren-Europameisterschaft 55+  | Damendoppel | 1     | Ewa Carlander / Kathryn Gaertner                           |
| 2004      | Senioren-Weltmeisterschaft 55+    | Damendoppel | 2     | Ewa Carlander / Irene Sterlie                              |
| 2004      | Senioren-Weltmeisterschaft 55+    | Dameneinzel | 2     | Ewa Carlander                                              |
| 2004      | Senioren-Weltmeisterschaft 55+    | Mixed       | 2     | Søren Haldager / Ewa Carlander                             |
| 2004/2005 | Schweden: Einzelmeisterschaft O45 | Damendoppel | 1     | Gunnel Bengtsson / Ewa Carlander (IK Wega / Ullevi)        |
| 2006      | Senioren-Europameisterschaft 55+  | Dameneinzel | 3     | Ewa Carlander                                              |
| 2008      | Senioren-Europameisterschaft 50+  | Damendoppel | 3     | Gunnel Bengtsson / Ewa Carlander                           |
| 2009      | Senioren-Weltmeisterschaft 60+    | Damendoppel | 3     | Ewa Carlander / Kathryn Gärtner                            |